# Лапухівка
Лапухівка (Лопухувка, пол. Łopuchówka) — село в Польщі, у гміні Нарва Гайнівського повіту Підляського воєводства. Населення — 46 осіб (2011).

## Історія
Вперше згадується 1575 року. Раніше було передмістям Нарви.
У 1975—1998 роках село належало до Білостоцького воєводства.

## Демографія
Демографічна структура станом на 31 березня 2011 року:
|          | Загалом | Допрацездатний вік | Працездатний вік | Постпрацездатний вік |
| -------- | ------- | ------------------ | ---------------- | -------------------- |
| Чоловіки | 20      | 3                  | 14               | 3                    |
| Жінки    | 26      | 5                  | 9                | 12                   |
| Разом    | 46      | 8                  | 23               | 15                   |